# Ляховичі (Мядельський район)
Ляховичі (біл. вёска Ляхавічы) — село в складі Мядельського району Мінської області, Білорусь. Село підпорядковане Старогабській сільській раді, розташоване в північній частині області.